# Shimoda Takesō
Shimoda Takesō (japanisch 下田 武三; geboren 3. April 1907 in Tokio; gestorben 22. Januar 1995 ebenda) war ein japanischer Diplomat.

## Leben und Wirken
Shimoda Takesō wurde als dritter Sohn des Pädagogen Shimoda Jirō (下田 次郎; 1872–1938) geboren. Er machte 1931 seinen Abschluss im Fach Jura an der Universität Tokio und begann seine Arbeit im Außenministerium. Nachdem er im Ministerium als Direktor des Vertragsbüros und als Botschafter in Belgien und der Sowjetunion gearbeitet hatte, wurde er 1965 Vizeminister für auswärtige Angelegenheiten und 1967 Botschafter in den Vereinigten Staaten.
Zuständig für auswärtige Angelegenheiten nach dem Zweiten Weltkrieg räumte er den Beziehungen zwischen Japan und den USA höchste Priorität ein. Er betonte er während seiner Amtszeit als Vizeminister während der Verhandlungen über die Rückgabe von Okinawa oft die Absichten der US-Seite und machte wiederholt mit „Shimoda bemerkt“ Bemerkungen, die der US-Seite entgegenkamen. 1971 trat er auf dringende Empfehlung von Premierminister Satō in den Obersten Gerichtshof (最高裁判所, Saikō saiban-sho) ein und wurde als scharfer Richter bekannt. Im April 1977 ging er in den Ruhestand.
Ab 1979 war Shimoda der 7. Oberste Kommissar der „Nippon Professional Baseball Organization“ (日本野球機構, Nihon yakyū kikō). Nach Uchimura Yuji (内村 祐之; 1897–1980), der von 1962 bis 1965 im Amt war, konnten die nachfolgenden Kommissare ihre Führung gegenüber den Vereinen nicht demonstrieren. Es war Shimoda, der geordnete Verhältnisse schaffte und damit die Popularität des professionellen Baseballs förderte.
Von 1978 bis 1991 war Shimoda Vorsitzender der „Honda Motor Foundation“ (本田技研財団, Honda giken zaidan). 1991 wurde er Präsident der „Japan International Law Association“ (日本国際法協会, Nihon kokusai hōkyō-kai).